# Rockisdead
| Recensione   | Giudizio |
| ------------ | -------- |
| Allmusic     | [ 1 ]    |
| Cryptic Rock | [ 2 ]    |

Rockisdead è l'album di debutto del gruppo hard rock statunitense Dorothy, pubblicato il 24 giugno 2016 dall'etichetta discografica Roc Nation Records.

## Il disco
L'album si è classificato al 129º posto nella classifica Billboard 200 negli Stati Uniti.

## Tracce
Testi e musiche di Dorothy Martin, Ian Scott e Mark Jackson, eccetto dove diversamente specificato.
1. Kiss It – 2:33
2. Dark Nights – 3:09
3. Raise Hell – 3:01 (D. Martin, I. Scott, M. Jackson, G. Matthew, G. M. Robertson)
4. Wicked Ones – 2:52
5. Gun in My Hand – 3:20 (D. Martin, I. Scott, M. Jackson, G. M. Robertson)
6. Medicine Man – 3:19
7. Woman – 3:41
8. Whiskey Fever – 2:37
9. After Midnight – 2:29 (D. Martin, I. Scott, M. Jackson, G. M. Robertson)
10. Missile – 3:24 (D. Martin, I. Scott, M. Jackson, G. M. Robertson)
11. Shelter – 4:32

## Formazione
Hanno partecipato alle registrazioni secondo le note dell'album:
Dorothy
- Dorothy Martin – voce
- DJ Black – chitarra
- Gregg Cash – basso
- Zac Morris – batteria, percussioni

Tecnici
- Mark Jackson – produttore
- Ian Scott – produttore
- Brian Lucey – missaggio

## Classifiche
| Classifica (2016)                  | Posizione Massima |
| ---------------------------------- | ----------------- |
| Stati Uniti (Top Hard Rock Albums) | 5                 |
| Stati Uniti (Billboard 200)        | 129               |